# Trichonta ostroverkhovae
Trichonta ostroverkhovae är en tvåvingeart som beskrevs av Bragina 1994. Trichonta ostroverkhovae ingår i släktet Trichonta och familjen svampmyggor. Inga underarter finns listade i Catalogue of Life.